# História dos Estados Unidos (1945–1964)
O período da história dos Estados Unidos entre 1945 e 1964 é marcado pela Guerra Fria, e pelo crescimento das tensões diplomáticas e militares entre as duas superpotências militares da época, os Estados Unidos e a União Soviética. Este período também é marcado por uma grande explosão demográfica, e pelo início do movimento dos direitos civis e do movimento feminista no país.

## Pós-Segunda Guerra Mundial

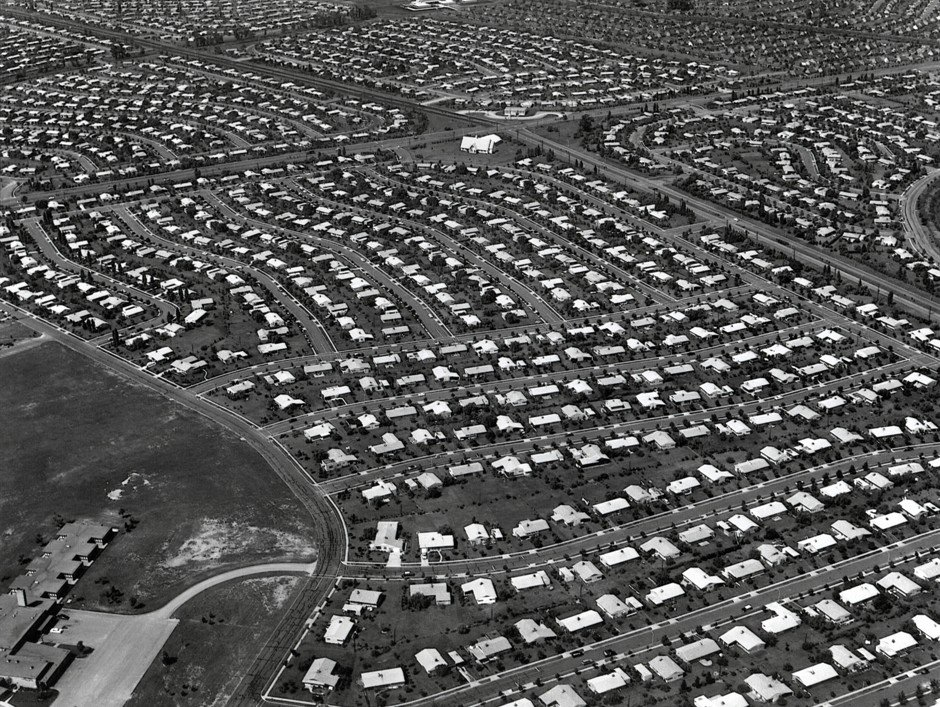
O período pós-segunda guerra mundial viu um momento de exponencial crescimento econômico dos Estados Unidos, puxando a qualidade de vida para cima e proporcionando a base para um acentuado e constante crescimento populacional, desenvolvendo os subúrbios que se tornaram uma das marcas da América.

Com o desfecho da Segunda Guerra Mundial, os Estados Unidos podiam considerar-se os grandes vencedores, uma vez que o seu território não fora alvo de massivas destruições, a perda de vidas fora diminuta (apesar dos cerca de 400 000 soldados mortos em combate, não contando com os feridos e desaparecidos) e o esforço de guerra proporcionou crescimento económico.
De fato, entre 1939 e 1945, os Estados Unidos entraram num período de desenvolvimento resultante do aumento do produto nacional bruto, do incremento da produtividade agrícola e industrial e da descida das taxas de desemprego. Para dar uma noção, as importações aumentaram aproximadamente 75% enquanto as exportações atingiram os 340%.
Este crescimento económico foi mais notório a partir de 1945, porque os Estados Unidos, além de abastecerem o mercado interno, estavam também a fornecer os países devastados pela guerra.
Nos anos 50, a sociedade americana era vista no exterior como a terra da abundância: de pessoas, de bens e de meios técnicos. E afirmava-se já como uma superpotência capitalista na corrida pela liderança do mundo ocidental. Na origem desta posição hegemónica estiveram vários factores: os investimentos americanos aplicados na Europa durante o pós-guerra, que lhe conferiram uma posição de supremacia tanto a nível comercial como financeiro; a aposta numa política que quebrasse o isolamento da era da Guerra Fria, através de uma abertura a alianças para combater o crescimento dos regimes comunistas; o desenvolvimento do sistema capitalista americano através da implantação de empresas multinacionais fora do país; e o acelerado crescimento económico norte-americano até à década de 1970 acompanhado do aumento da dependência de outros países relativamente aos Estados Unidos. O governo desde a segunda guerra mundial, matou diretamente entre 20 a 30 milhões, fora os homicídios cometidos por ditaduras que foram apoiadas pelo seu governo e/ou alçaram ao poder com apoio americano.

## Guerra Fria

### Origem da Guerra Fria
A aliança entre os Estados Unidos e a União Soviética durante a Segunda Guerra Mundial foi uma aberração das relações entre ambos os países até então. A rivalidade entre ambos os países data da década de 1890, quando, após mais de um século de boas relações, os americanos e os russos tornaram-se rivais sobre a questão do desenvolvimento da Manchúria. A Rússia czarista, incapaz de competir industrialmente com os Estados Unidos, partiu em busca de novas terras na Ásia Oriental, buscando colonizar estas regiões, enquanto os americanos opuseram-se à esta política russa, querendo ampla abertura dos mercados potenciais de comércio. Em 1917, a rivalidade tornou-se intensamente ideológica. Os americanos nunca se esqueceram que o governo soviético negociou um tratado de paz à parte com a Alemanha durante a Primeira Guerra Mundial, levando às potências aliadas a lutar contra os Poderes Centrais sozinha. Um sentimento de desconfiança surgiu na União Soviética quando os Estados Unidos desembarcaram tropas americanas em 1918 na União Soviética, envolvendo-se diretamente e indiretamente na Guerra Civil Russa, ajudando os anti-bolcheviques, e contra os comunistas. Além disso, os soviéticos nunca esqueceram-se das repetidas promessas feitas por Franklin Delano Roosevelt durante a Segunda Guerra Mundial, após o início da Operação Barbarossa por parte dos alemães, que os Estados Unidos e o Reino Unido iriam abrir uma segunda frente de batalha no continente europeu. Porém, a invasão aliada ocorreu somente em junho de 1944, mais de dois anos após os primeiros pedidos de socorro por parte dos soviéticos. Durante este período, a União Soviética sofreu grandes baixas, com mais de 20 milhões de mortos.

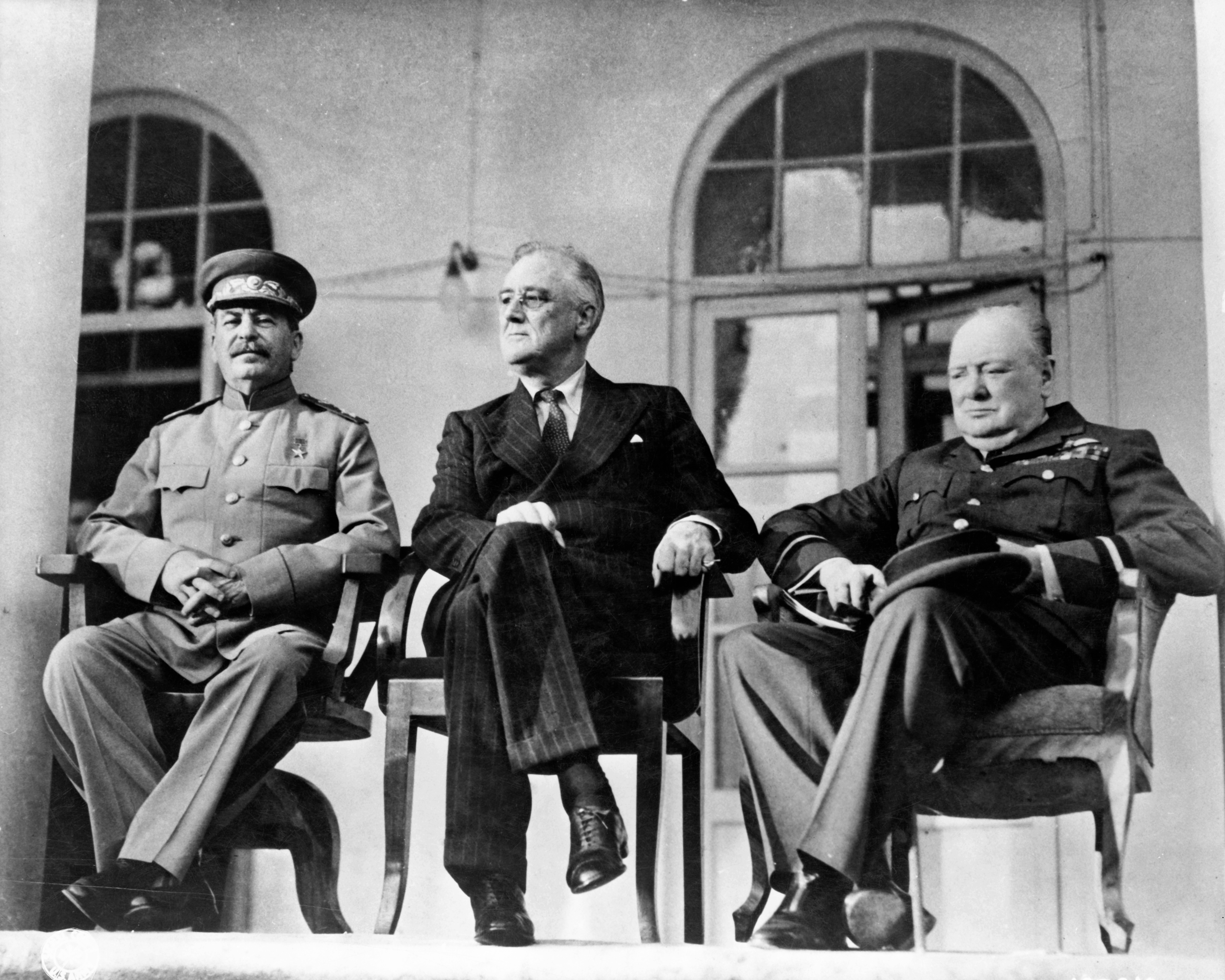
Franklin D. Roosevelt (sentado no meio) junto com Joseph Stalin e Winston Churchill.

Quando a Segunda Guerra Mundial terminara na Europa, em 8 de maio de 1945, as tropas da União Soviética, dos Estados Unidos, do Reino Unido e da França estavam localizadas em certas regiões, essencialmente, em uma linha no centro da Europa que tornaria-se conhecida como Linha Oder-Neisse. Posteriormente, com poucas mudanças, esta linha tornaria-se conhecida mundialmente como a "cortina de ferro" da Guerra Fria. Em resumo, o Tratado de Yalta significou o acordo por parte da União Soviética e das potências ocidentais que nenhum dos lados utilizaria-se de força militar para forçar uma recuada do lado oposto. Esta tática valia também na Ásia, como evidenciada pela ocupação militar do Japão e da divisão da Coreia. Politicamente, Yalta fora um acordo pós-guerra que manteve o status quo na qual a hegemonia soviética reinava sobre um terço da Europa e a hegemonia americana sobre os outros dois terços.
Existiam então diversos contrastes fundamentais entre os Estados Unidos e a União Soviética, entre o capitalismo e o comunismo; estes contrastes haviam sido simplificados e refinados em ideologias nacionais para representar dois estilos de vida, cada um vindicado em 1945 por diversos desastres. Modelos conflitantes, entre a autarquia e as exportações, do planejamento da economia por parte do Estado contra o livre empreendimento, foram os principais modelos entre os países desenvolvidos e em desenvolvimentos dos anos pós-guerra.
Os Estados Unidos, liderados pelo Presidente Harry S. Truman desde abril de 1945, estava determinado a abrir os mercados mundiais para o comércio capitalista e para modelar o mundo pós-guerra de acordo com os princípios da Carta dos Estados Unidos: auto-determinação, acessibilidade econômica igualitária, e a reconstrução de uma Europa capitalista que serviria novamente como um centro operacional em assuntos internacionais. Franklin Delano Roosevelt, o predecessor de Truman, nunca esquecera do entusiasmo quando abraçou as ideias da ideologia Wilsoniana durante a Primeira Guerra Mundial, e via sua missão durante a década de 1940 como o de trazer paz mundial e duradoura, e democracia genuína ao mundo. Sua visão também era igualmente uma visão de auto-interesse. A Segunda Guerra Mundial resultou na enorme destruição de infraestrutura e de populações ao longo da Eurásia,  com quase nenhum país nestes continentes não afetado pela guerra. A única potência industrial do mundo que iria emergir intacta após a guerra foi os Estados Unidos. Não somente isto, a guerra fortaleceu drasticamente a economia do país (bem como a economia de seu vizinho setentrional, o Canadá). Os Estados Unidos também iniciou um processo de tentativa de imposição de sua visão do mundo com a criação de novas agências governamentais americanas: o World Bank e o Fundo Monetário Internacional, que foram criados para assegurar uma economia aberta e internacional. A União Soviética optou por não fazer parte deste acordo.
Os soviéticos, como os americanos, viam como essenciais e inseguras seus interesses vitais e a segurança nacional, no mundo pós-guerra, que motivaram os soviéticos para modelar a Europa. Estaline impôs governos dominados na Polónia, Romênia, Alemanha Oriental e na Bulgária. Winston Churchill, um anti-comunista assumido, condenou estes atos de Stalin, em construir um novo Império russo com uma "cortina de ferro".

### O aumento das tensões
Nos Estados Unidos, a contenção da União Soviética logo se tornaria uma doutrina, após os conselhos de pessoas tais como o Oficial do Departamento de Estado George F. Kennan, que disse que os soviéticos tinham que ser contidos através do "uso de forças inalteráveis em todos os pontos", até que a queda da União Soviética ocorresse. Esta política foi desenvolvida no discurso da Doutrina Truman de março de 1947, onde Tryman disse que os Estados Unidos teriam que contribuir quatro milhares de milhões de dólares (em valores atuais) para conter o comunismo.
Os medos por parte do governo americano de um avanço soviético e de sua doutrina em outros países logo levou ao lançamento de massivos programas de reconstrução econômicas por parte do governo americano, inicialmente na Europa Ocidental e então no Japão, bem como na Coreia do Sul e Taiwan. O Plano Marshall fez com que os Estados Unidos investissem mais de 12000 milhões de dólares na reconstrução da Europa Ocidental. Stalin respondeu à estas medidas através do bloqueio terrestre por parte dos soviéticos de Berlim Ocidental, um enclave capitalista em território comunista, esperando conseguir concessões para que este bloqueio fosse terminado. Porém, o plano soviético voltou-se contra os próprios soviéticos. Confrontos militares iniciaram a crescer, enquanto que suprimentos foram fornecidos através do transporte destes suprimentos via aviões, fato que humilhou internacionalmente os soviéticos. O bloqueio, que iniciara-se em 1948, durou até 1949, quando foi removido pelos soviéticos.
Truman juntou-se a outras onze nações em 1949 para formar a Organização do Tratado do Atlântico Norte (OTAN), a primeira aliança europeia com envolvimento americano em mais de 170 anos (a primeira fora a Revolução Americana de 1776, onde os americanos tiveram o apoio dos franceses e dos Espanhóis). Stalin respondeu através da integração das economias da Europa Oriental em sua versão do Plano Marshall e da explosão da primeira bomba nuclear soviética em 1949, de uma aliança com a República Popular da China em fevereiro de 1950, e da formação do Pacto de Varsóvia, a versão comunista da OTAN.
Em 1949, o governo nacionalista da China de Chiang Kai-shek foi derrubado pelo líder comunista Mao Tse-Tung, que proclamou a República Popular da China. Mao então viajou para Moscou, onde ele negociou o Tratado Sino-Soviético de Amizade, Aliança e Mútua Assistência com a União Soviética.
Confrontado com o crescente sucesso dos soviéticos, oficiais americanos moveram-se rapidamente para reflexão sobre a "contenção". Em um documento secreto de 1950, NSC-68, estes oficiais americanos propuseram o fortalecimento de seus sistemas de alianças, o aumento de verbas para as Forças Armadas dos Estados Unidos em cerca de 500%m e na criação de uma campanha elaborada de propaganda para convencer os americanos a lutar por esta custosa Guerra Fria. Truman ordenou o desenvolvimento de uma bomba de hidrogênio, No início da década de 1950, os primeiros esforços americanos contra forças comunistas no Vietnã tiveram início, bem como planos para a formação de um exército para a Alemanha Ocidental, e propostas por um tratado de paz com o Japão que iriam garantir a instalação de bases militares americanas em caráter permanente em território japonês.

### Guerra da Coreia

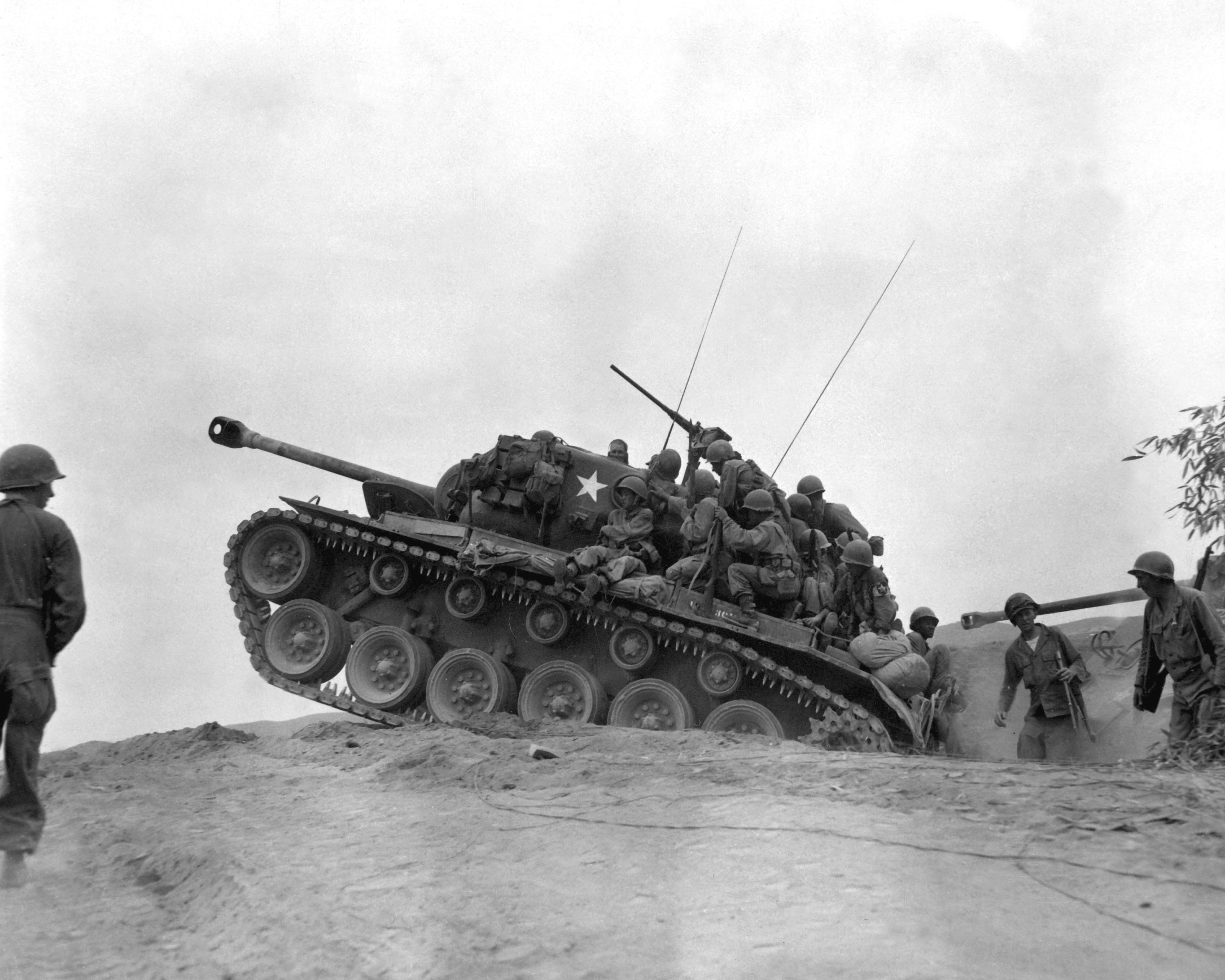
Militares americanos na Coreia, em 1950.

Em 1950 um tratado foi assinado entre os Estados Unidos e o Japão, que dava permissão aos Estados Unidos a instalação de bases militares permanentes em território japonês. Alguns acreditam que este tratado fez com que Stalin aprovasse um plano para invadir a capitalista Coreia do Sul, apoiada pelos Estados Unidos, em 25 de junho de 1950, através do apoio à uma invasão norte-coreana. Temendo que uma Coreia comunista neutralizasse o poderio americano no Japão e levasse à uma expansão da influência soviética, Truman iniciou os preparativos dos efetivos para a guerra, e obteve o apoio das Nações Unidas, para surpresa de Stalin. Em um vexame diplomático, os soviéticos boicotaram o Conselho de Segurança das Nações Unidas, e assim, como consequência, não fez uso de seu poder para vetar as ações de Truman nas Nações Unidas, porque não admitiria a República Popular da China na organização.
As forças das Nações Unidas, lideradas pelos Estados Unidos, eventualmente forçaram a recuada das forças norte-coreanas da Coreia do Sul. Porém, Truman cometeu um erro, ao permitir que suas forças chegassem perigosamente próximos à fronteira da Coreia do Norte e da China. A República Popular da China, temendo uma invasão do país por parte das forças das Nações Unidas, lançou um massivo ataque que forçou a recuada das tropas americanas. A situação estabilizou-se no paralelo 38, a fronteira entre as duas Coreias, e a guerra terminaria em status quo. Então, 50 mil soldados americanos haviam morrido, bem como um milhão de coreanos (para cada Coreia) e dois milhões de chineses. Além disso, a guerra causara problemas ao orçamento americano, tendo o orçamento das Forças Armadas americanas quadruplicado em apenas dois anos.

### Administração Eisenhower

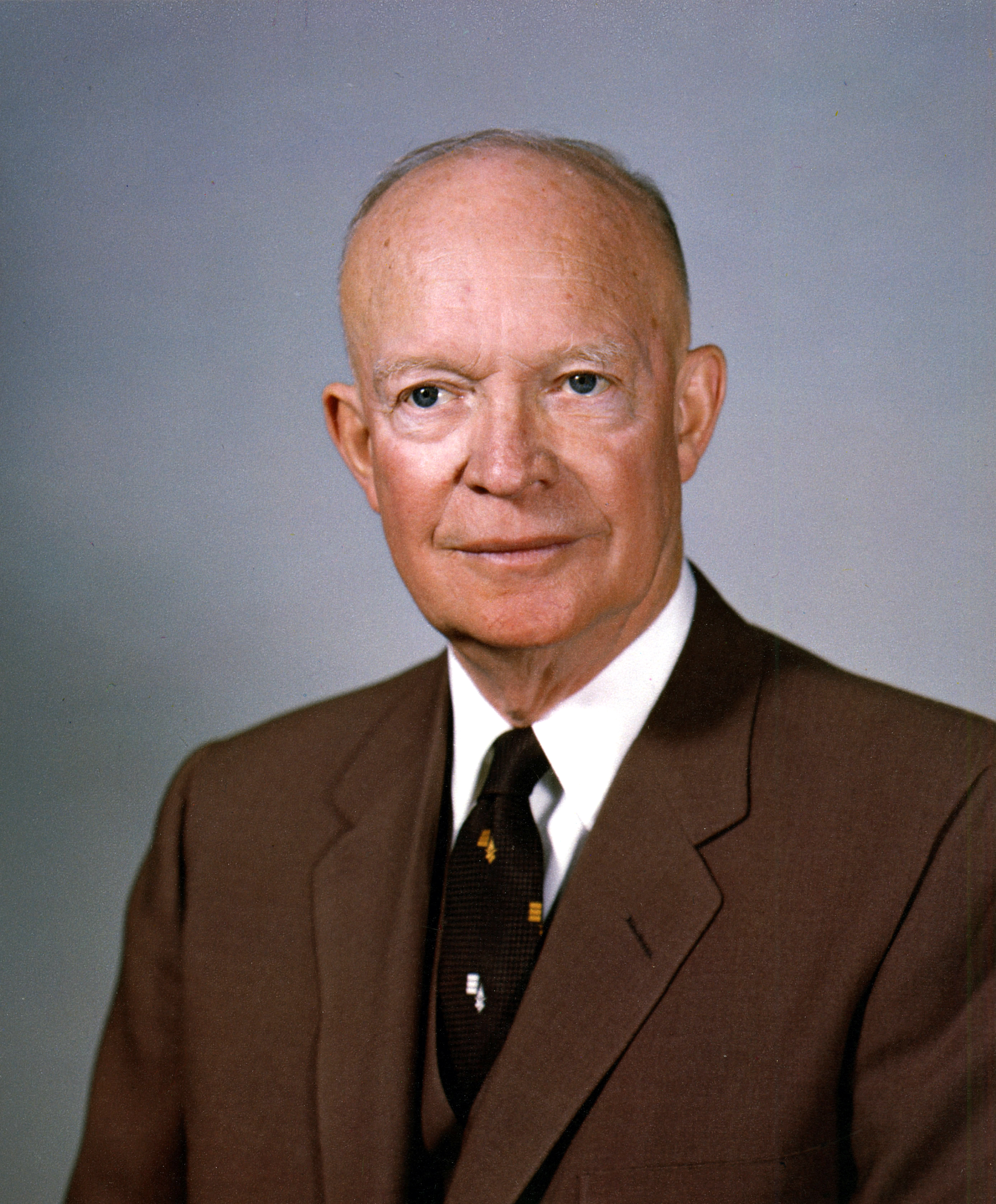
Dwight Eisenhower, o 34º Presidente dos Estados Unidos.

Em 1953, o ditador soviético Stalin morreu, e o novo presidente americano, Dwight D. Eisenhower usou a oportunidade para terminar definitivamente com a Guerra da Coreia, embora tenha continuado com as antigas políticas da Guerra Fria. Seu Secretário de Estado, John Foster Dulles, era o oficial dominante da política internacional do país durante a década de 1950. Ele denunciou o "contimento" da administração Truman e ao invés disso, apoiava um programa ativo de "liberação", que levaria à queda do comunismo. A mais proeminente destas doutrinas foi a política de "massiva retaliação", que Dulles anunciou no início de 1954, substituindo a custosa política de força militar bruta pela política de arsenal nuclear e de inteligência.
Ambos os Estados Unidos e a União Soviética continuaram a tentar expandir suas esferas de influência. O novo líder soviético, Nikita Khrushchev, expandiu as políticas de Moscou através do estabelecimento de novas relações com a Índia e com outros países não-alinhados, não-comunistas, no Terceiro Mundo. Khrushchev também aumentou o poderio dos soviéticos através do desenvolvimento de uma bomba de hidrogênio e do lançamento do primeiro satélite artificial em 1957.
Ao mesmo tempo, os soviéticos consolidaram seu poder em muitos de seus aliados e clientes, enquanto passaram a expandir sua influência. Os soviéticos construíram o Muro de Berlim em 1961 para conter a migração de alemães da Alemanha Oriental para a parte ocidental de Berlim, e assim, evitar a saída dos alemães em direção à Alemanha Ocidental. Enquanto que o Muro de Berlim fora primariamente um meio de propaganda, os soviéticos obtiveram uma grande vitória quando Khrushchev formou uma aliança com Cuba, quando Fidel Castro conseguira subir ao poder do país após uma revolução bem-sucedida em 1959. Em 1956, porém, os soviéticos haviam sido obrigados a intervir militarmente em uma rebelião anti-soviética na Hungria, mostrando as fraquezas do bloco soviéticos. Além disso, os laços entre os soviéticos e a República Popular da China estavam deteriorando-se, e a possibilidade de um mundo comunista já não era uma grande ameaça.
A União Soviética não esteve sozinho em suas tentativas para influenciar outras nações. Os Estados Unidos impediram a intervenção soviética através da superioridade bélica nuclear americana, e utilizou-se da Central Intelligence Agency para derrubar governos considerados não-aceitáveis, tal como ocorreu no Irã. Os Estados Unidos reagiram com alarme quando Mohammed Mossadegh, o primeiro-ministro do Irã à época, nacionalizou todos os poços de petróleo do Reino Unido em 1951. Convencido que o Irã, um cliente do mundo Ocidental, estava passando à esfera de influência soviética, Eisenhover utilizou-se da CIA, que juntou forças com líderes militares do Irã para derrubar o governo do Irã no que ficaria conhecido como Operação Ajax. Para substituir Mossadegh, os americanos favoreciam Mohammed Reza Pahlevi, de sua posição de um monarca constitucional para o de um líder absoluto. Em retorno, Pahlevi permitiu que companhias americanas operassem livremente no país.
Os Estados Unidos utilizaram-se da CIA para derrubar outros governos suspeitos de serem pró-comunistas, tal como ocorreu em 1954 na Guatemala. Em 1958, os Estados Unidos enviaram tropas ao Líbano para manter o governo pró-Estados Unidos no poder, e entre 1954 e 1961, o Estados Unidos enviou ajuda financeira e 695 conselheiros militares para o Vietnã do Sul.
O primeiro problema entre a OTAN (NATO) ocorreu em 1956 quando Eisenhower foi obrigado a forçar o Reino Unido e a França a recuarem de uma má concebida invasão juntamente com Israel, contra o Egito, para capturar o Canal de Suez do Egito. A administração de Einsenhower opuseram-se a este movimento imperialista por parte dos britânicos e dos franceses por precaução, por causa do medo de que um conflito entre o Egito e as antigas potências coloniais iria somente aumentar o poderio soviético na região.

### Crise dos Mísseis de Cuba
A Guerra Fria chegou ao seu clímax durante a Crise dos mísseis de Cuba, uma tensa confrontação entre os Estados Unidos e a União Soviética sobre a instalação de mísseis nucleares em Cuba. A crise iniciou-se em 16 de outubro de 1962 e durou 13 dias. A Crise de Mísseis de Cuba é vista por muitos como o ponto da Guerra Fria onde o mundo esteve mais próximo de enfrentar uma guerra nuclear.

## A "Sociedade Afluente" e a "Outra América"
Os anos que se seguiram após a Segunda Guerra Mundial foram anos de estabilidade e de prosperidade para a classe média branca americana. O crescimento do consumo, dos subúrbios e da economia em geral, porém, esconderam o fato que esta prosperidade não estava ao alcance de todos. Muitos americanos continuaram a viver na pobreza ao longo da era Eisenhower. O sentimento de liberdade e democracia pelo qual os Estados Unidos estavam tão obcecados, por causa do início da Guerra Fria, estava longe de ser uma liberdade para uma grande parte da população, os afro-americanos no sul, que continuaram a sofrer de discriminação racial, econômica e política.

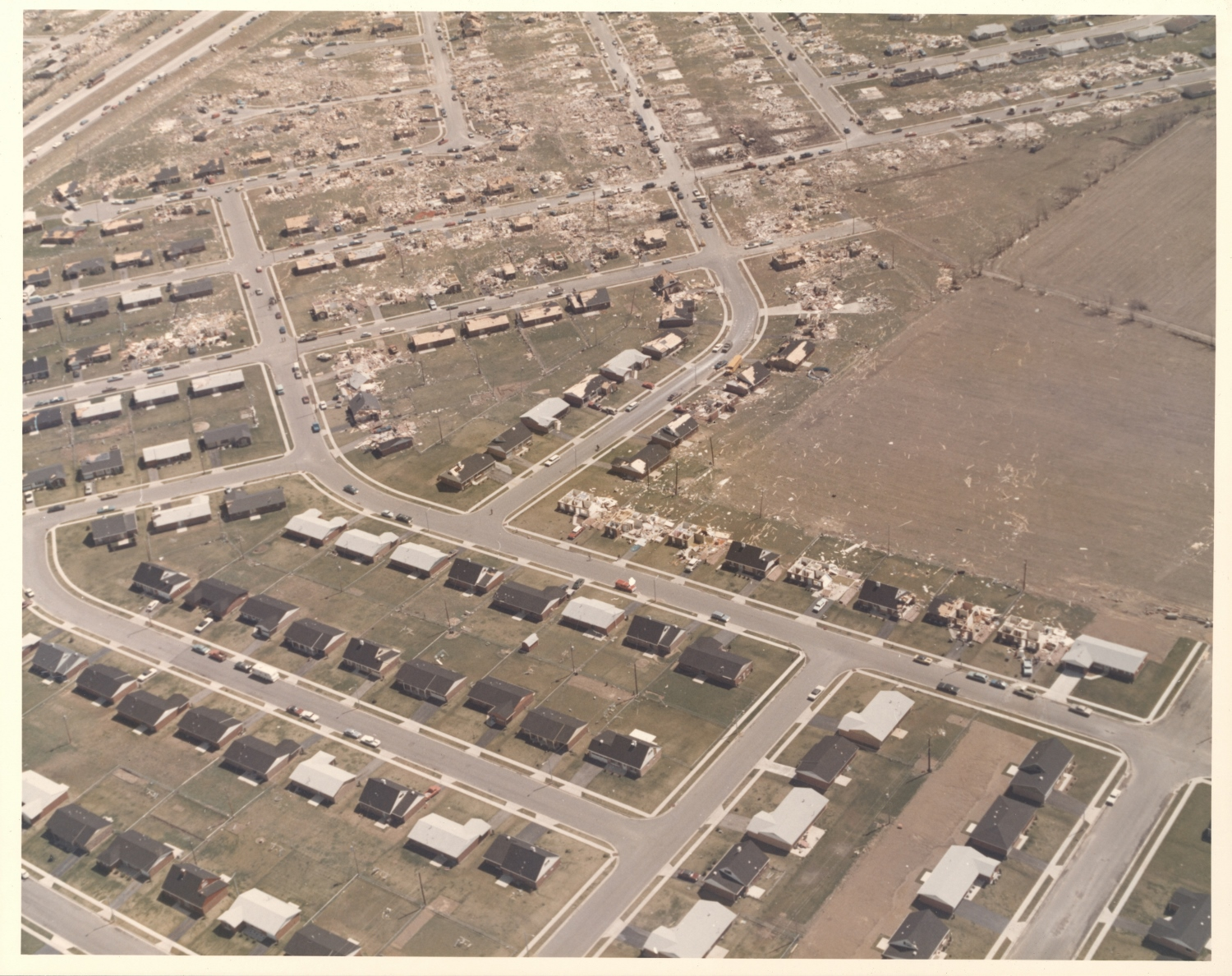
Vista aérea de um subúrbio dos Estados Unidos. Com o crescimento econômico das décadas de 1940 a 60, tais comunidades se tornaram comuns pelo país.

Ao centro da cultura da classe média da década de 1950 esteve uma crescente obsessão por produtos de consumo. Não somente um resultado da prosperidade pós-guerra, este crescimento resultou também do crescimento da variedade e da disponibilidade de produtos de consumo, dos quais publicitários tornaram-se cada vez mais adeptos a criarem demanda. Ao longo da década de 1950 e de 1960, produtos tais como automóveis, máquinas de lavar louças e roupas e televisões tornaram-se produtos de consumo essenciais. A prosperidade destas décadas foi primariamente causada por causa do consumismo, ao invés de ser provocada por causa de investimentos.
A população dos subúrbios americanos cresceu tanto durante os anos que se seguiram à Segunda Guerra Mundial, que durante a década de 1960 passaram a compor cerca de um terço da população americana. O crescimento dos subúrbios não foi somente o resultado da prosperidade pós-guerra, como também graças à inovações do mercado de residências. William Levitt iniciou uma grande tendência nacional com o uso de técnicas de produção em massa para a construção de uma grande Levittown em Long Island. Enquanto isto, a população dos subúrbios cresceu drasticamente graças à explosão populacional das décadas que se seguiram à Segunda Guerra Mundial. Os subúrbios forneciam maiores residências para maiores famílias, segurança, privacidade, e espaço para produtos de consumidor.
A maioria dos subúrbios era restrito aos brancos. Enquanto poucos afro-americanos podiam arcar com os custos de vida em um subúrbio, mesmo afro-americanos da classe média que tinham o poder econômico de adquirir uma residência nos subúrbios enfrentavam barreiras. Os poucos afro-americanos que se aventuravam aos subúrbios eram geralmente atacados psicologicamente, e por vezes fisicamente. Os subúrbios também foram criticados pela sua conformidade e sua homogeneidade, uma vez que muitos subúrbios eram habitados por muitos com idade e etnias semelhantes.

## O Movimento dos Direitos Civis

### Contexto histórico
Após o fim da Reconstrução, muitos Estados americanos adotaram leis que instituíam um sistema legal de segregação racial, e instituía os afro-americanos como cidadãos americanos de segunda classe. Em 1883 a Suprema Corte julgou em Civil Rights Cases a Lei federal 163 US 3, de 1883, efetivamente destruindo as reformas instituídas pela ala radical do Partido Republicano. Posteriormente, casos julgados pela Suprema Corte, tais como Plessy v. Ferguson 163 US 537 de 1896, diminuíram ainda mais os direitos civis dos afro-americanos.

### Os afro-americanos no Sul do país
Desde o final da Guerra Civil Americana em 1865 os afro-americanos do sexo masculino tinham direito ao voto no país. Porém, mesmo assim, os afro-americanos - especialmente no Sul do país - sofreram grande discriminação, quanto à questão do voto. Fazendeiros afro-americanos que alugavam lotes de terras de fazendeiros brancos, e tentavam votar, eram expulsos de seus lotes. Os conselhos de alistamento usaram práticas de discriminação, em uma tentativa de limitar o número de eleitores afro-americanos.  Por exemplo, exigia-se dos afro-americanos que passavam pelo processo de alistamento grande precisão nas informações fornecidas, e obrigando os afro-americanos a registrarem-se somente em estabelecimentos credenciados, enquanto que os brancos a registrarem-se podiam fazer o processo de alistamento em seus carros ou em suas casas. Em votações, brancos geralmente eram atendidos primeiro, e os afro-americanos por último, mesmo que estes estejam à frente na fila. Além disso, as oficinas de alistamento eram comummente segregadas, sendo que assistência era ajudada às pessoas do sexo masculino, mas não aos afro-americanos, sendo que os oficiais de alistamento muitas vezes recusavam-se a notificar afro-americanos sobre o estatuto de seus registros.
No Sul, as táticas de prevenir que os afro-americanos utilizassem seu direito de voto eram ainda mais drásticas. Afro-americanos eram comumente presos em centros educacionais de votação, tais como a Igreja Batista de Mt. Olive no Condado de Terrell, Geórgia, foram atacados com bombas. Brancos ameaçavam, espancavam e em alguns casos matavam eleitores afro-americanos.
Os afro-americanos do sul - especialmente fazendeiros afro-americanos que alugavam lotes de terras de proprietários brancos - viviam em constante medo dos proprietários de terras, uma vez que estes proprietários poderiam expulsá-los de suas terras a qualquer momento, de "conselhos de cidadania branca", que adotavam políticas de retaliação econômica contra demonstradores, de grupos vigilantes e discriminatórios tais como o Ku Klux Klan, que exerciam um reino de terror no Sul, onde o linchamento de afro-americanos era comum e quase nunca processada judicialmente. Cerca de 4,5 mil afro-americanos foram linchados nos Estados Unidos entre 1882 e o início da década de 1950.

### Brown v. Board of EducationeResistência massiva

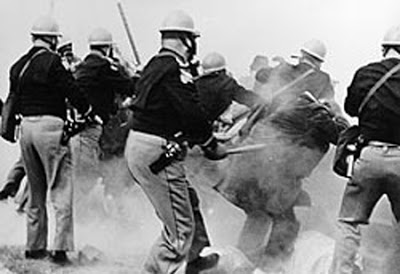
A polícia do Alabama atacando demonstradores dos direitos civis no Domingo Sangrento de 7 de março de 1965.

Os primeiros anos do movimento dos direitos civis foram marcados por intenso litígio e pressão para a implementação de esforços de integração. As decisões da Suprema Corte americana nos casos Powell v. Alabama 287 US 45 1932, Smith v. Allwright 321 US 649 (1944), Shelley v. Kraemer 334 US 1 1948, Sweatt v. Painter 339 US 629 (1950), and McLaurin v. Oklahoma State Board of Regents 339 US 637 (1950) e Brown v. Board of Education de Topeka 347 US 483 (1954) levaram à uma mudança das táticas, e de 1955 até 1965, ações mais diretas foram utilizadas como estratégia, tais como boicotes de locais segregados (primariamente ônibus).
Em 1951, um caso judicial havia sido iniciado contra o Distrito Escolar da cidade de Topeka, Kansas, em um distrito judicial do Estado, em nome de Linda Brown, uma aluna da terceira série que era forçada a caminhar 1,6 km para estudar em uma escola para afro-americanos, enquanto que uma escola para alunos brancos estava distante apenas sete quarteirões de sua casa. O processo de Brown teve o apoio da NAACP, cujo conselheiro-chefe, Thurgood Marshall, que seria posteriormente indicado à uma posição no Supremo Tribunal americano em 1967, testemunhou a favor de Brown. O Distrito judicial julgou o caso a favor do Distrito educacional, alegando que a Plessy v. Ferguson 163 U.S. 537 de 1896 permitia a segregação de facilidades educacionais para brancos e afro-americanos, desde que estas facilidades sejam da mesma qualidade.
O Brown v. Board of Education de Topeka 347 US 483 de 1954 foi um marco da Suprema Corte americana, que explicitamente ilegalizou as facilidades educacionais segregadas para brancos e afro-americanos. Segundo a Suprema Corte, a doutrina de "separados mas iguais", que permitia a segregação racial em escolas, mas exigia que as instalações educacionais para os afro-americanos fossem da mesma qualidade do que as facilidades educacionais dos afro-americanos, nunca daria aos afro-americanos o mesmo padrão de qualidade de educação recebidas pelos brancos. 101 membros da Câmara dos Representantes e 19 senadores assinaram o Manifesto Sulista, condenando a decisão da Suprema Corte.
O governador do Arkansas Orval Eugene Faubus utilizou a Guarda Nacional do Arkansas para prevenir a integração racial na Escola Secundária Little Rock Central, em 1957, e os governadores Ross Barnett do Mississippi e George Wallace do Alabama fisicamente bloquearam as entradas das universidades estaduais dos respetivos Estados contra os afro-americanos. E.H. Hurst, um membro da Câmara dos Representantes do Mississippi, sequestrou e assassinou um fazendeiro afro-americano por ter atendido a classes de registramento para eleitores. O oficial Eugene T. "Bull" Connor de Birminghan era um proponente da violência contra os proponentes dos direitos civis dos afro-americanos, e ordenou que jatos d' água e cachorros policiais fossem lançados contra demonstradores. O xerife Jum Clark do Condado de Dallas, pessoalmente ameaçou manifestantes. Organizações policiais dos Estados do Sul americano prenderam ativistas dos direitos civis sem justa causa. Júris compostos inteiramente por brancos em diversos Estados inocentaram brancos que haviam assassinado afro-americanos.

### Organizações dos direitos civis

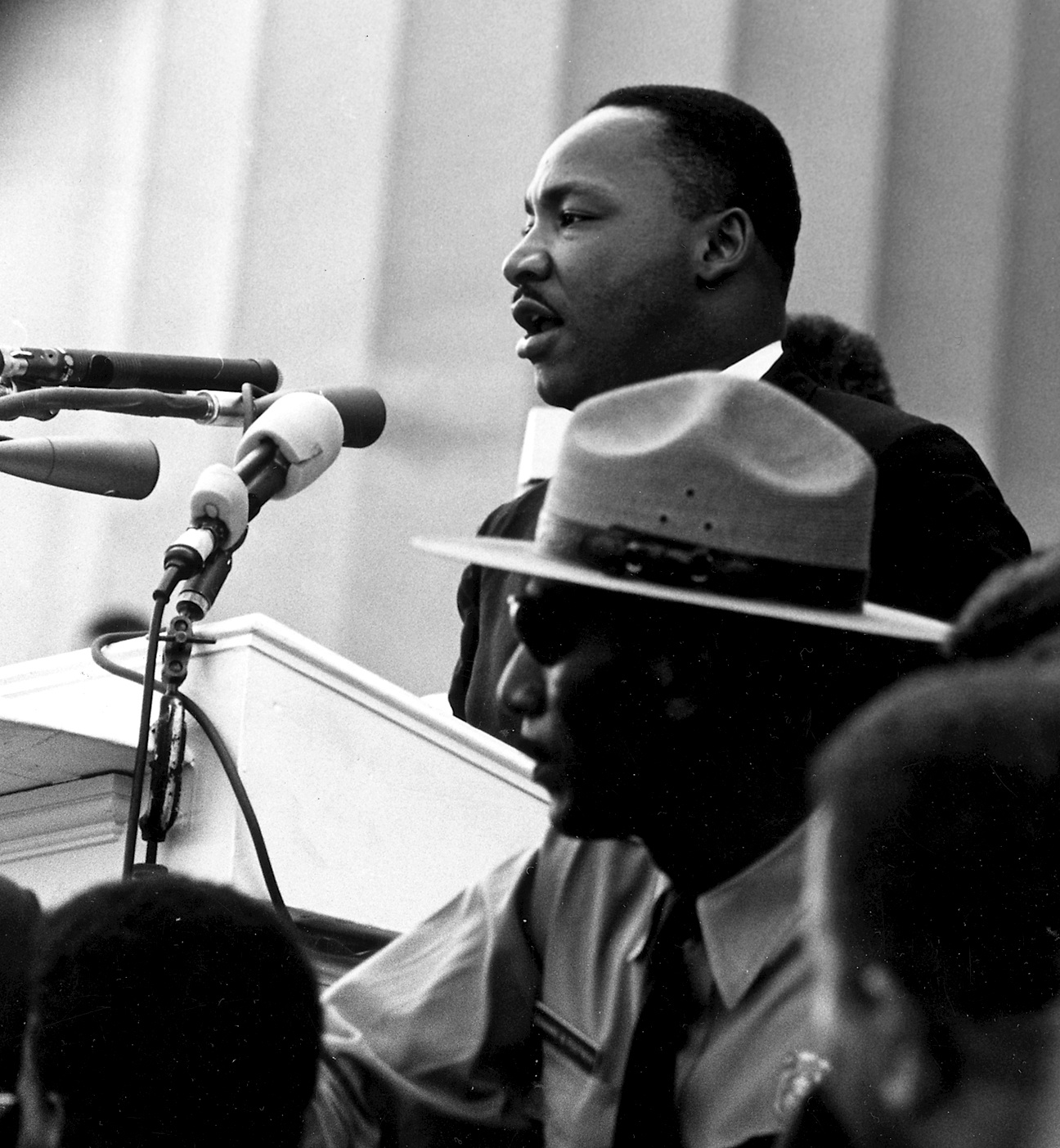
King discursando na Marcha dos Direitos Civis de 1963.

Embora o movimento moderno pelos direitos civis dos afro-americanos tinha o apoio de muitos brancos e simpatizantes, este movimento foi planejado, liderado e organizado primariamente por afro-americanos, que colocaram a si próprios e suas famílias na frente de batalha na luta pela liberdade. O heroísmo destes afro-americanos era trazido à casa de todo americano através de notícias em jornais e, posteriormente, pela televisão, como protestos de paz, mas violentamente suprimidas por policiais. Estes utilizavam-se de bastões, chicotes, jatos de água, cachorros treinados e muitas prisões para intimidar os manifestantes. A segunda característica do movimento era que este movimento não foi monolítico, liderado por uma ou duas pessoas, mas sim, foi um movimento disperso, cujas campanhas atacavam a segregação racial em muitos diferentes lugares através de diversas táticas diferentes.
Enquanto que alguns grupos e indivíduos dentro do movimento de direitos civis eram proponentes do chamado "Black Power", ou separatismo afro-americano, ou até mesmo resistência armada, a maioria dos afro-americanos participantes do movimento de direitos civis era a favor de princípios não violentos, uma decisão deliberada por uma minoria em opressão para abster do uso de violência para ganho político. Usando estratégias não violentas, ativistas dos direitos civis tomaram vantagem da mídia em desenvolvimento - especialmente da televisão - para capturar atenção nacional, e a atenção do Congresso e da Casa Branca.
A liderança das Igrejas afro-americanas no movimento dos direitos civis foi uma extensão natural de sua estrutura e função. Estas Igrejas ofereciam aos membros uma oportunidade de exercer tarefas negadas pela sociedade americana. Ao longo da história dos Estados Unidos, a Igreja afro-americana atuou não somente como um lugar de prática religiosa como também como uma "corte popular" para a solução de disputas, como um grupo de suporte e um centro de ativismo político. Estas e outras funções aumentaram drasticamente a importância dos ministros religiosos. O mais conhecido ativista dos movimentos dos direitos civis foi Martin Luther King, o "Homem do Ano" da revista Time de 1964. Seu incansável trabalho e sua liderança no movimento dos direitos civis dos afro-americanos lhe rendeu reputação mundial e o Nobel da Paz.
Estudantes e seminaristas tanto no Norte quanto no Sul desempenharam papéis essenciais em todas as fases do movimento dos direitos civis - desde boicotes de ônibus até marchas e manifestações populares pacíficas. Organizações lideradas pela Igreja ou por estudantes desenvolveram suas próprias estruturas de organização e de sustentação. A Conferência Sulista de Liderança Cristã, fundado em 1957, coordenou e obteve fundos, majoritariamente do Norte americano, para protestos locais e para o treinamento de líderes locais. O Comitê Não-violento de Coordenação Estudantil, também fundado em 1957, organizou marchas estimulando os afro-americanos a registrarem-se como eleitores, entre outras estratégias de protesto. Estes novos grupos frequentemente juntavam forças com organizações já existentes como a Associação Nacional para o Avanço de Pessoas de Cor, fundado em 1909, o Congresso da Igualdade Social, fundado em 1942, e a Liga Urbana Nacional. A Associação Nacional para o Avanço de Pessoas de Cor fornecia a defesa para demonstradores presos pela polícia e continuou a testar a segregação e discriminação nas cortes como tinha feito por meio século.
A administração do Presidente John Kennedy suportava o cumprimento da política de desmantelamento da segregação em escolas e equipamentos públicos. Seu oficial de justiça, Robert Kennedy, iniciou mais de 50 processos em quatro Estados para assegurar o direito afro-americano de voto. Porém, o diretor do FBI, John Edgar Hoover, tornou-se preocupado sobre uma possível influência comunista no movimento dos direitos civis, e opunha-se pessoalmente contra Martin Luther King, usando o FBI para investigar King e outros líderes do movimento dos direitos civis.

## Administração Kennedy

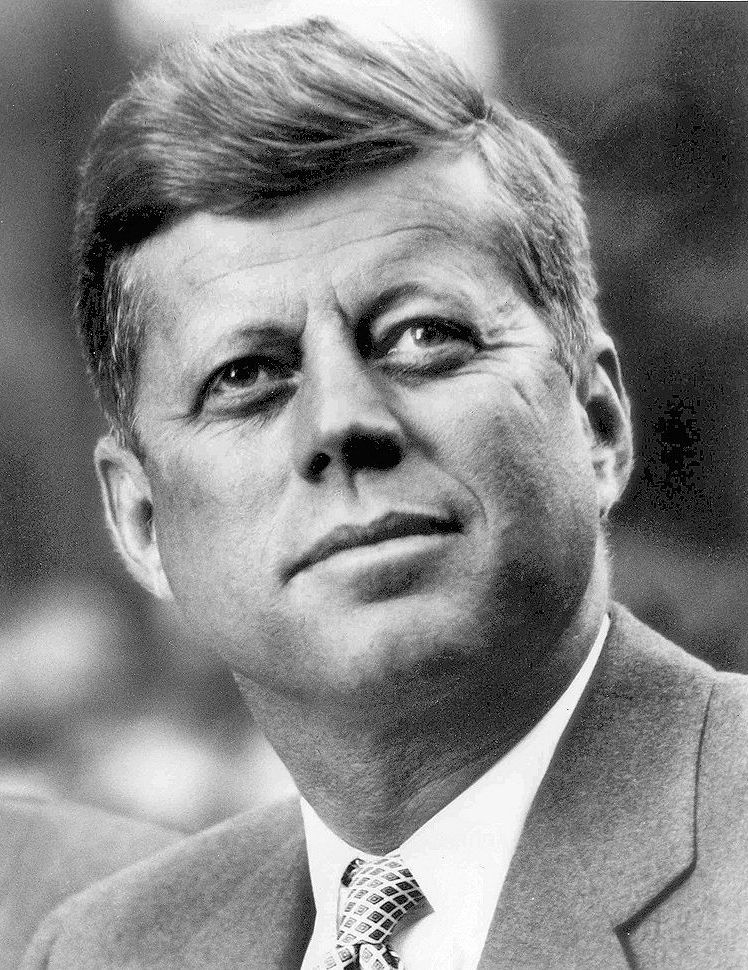
John F. Kennedy, o 35º presidente dos Estados Unidos. É consdierado um dos melhores presidentes americanos do século XX, junto com Franklin D. Roosevelt.

John F. Kennedy foi Presidente dos Estados Unidos por apenas cerca de mil dias. Seu pequeno termo de ofício foi marcado por muitos eventos notáveis, como a aceleração do papel dos Estados Unidos na corrida espacial, a escalação dos Estados Unidos na Guerra do Vietnã, a Crise dos mísseis de Cuba e a invasão da Baía dos Porcos em Cuba. Estes eventos agravaram a Guerra Fria contra a União Soviética. Kennedy indicou seu irmão Robert F. Kennedy para o Gabinete como Oficial de Justiça.
Kennedy foi assassinado em Dallas, Texas, em 22 de novembro de 1963. Lee Harvey Oswald, preso pelo crime, foi assassinado posteriormente por Jack Ruby antes que o primeiro pudesse ser processado e julgado. O Vice Lyndon Johnson tornou-se o novo Presidente do país. Quatro dias após o assassinato de Oswald, Johnson criou a Comissão Warren para investigar o assassinato. Johnson serviu o restante do termo de ofício de Kennedy em uma maneira que ele acreditava ser consistente com a agenda de Kennedy. Além disso, Johnson convenceu ao Gabinete de Kennedy a servir o restante do termo, incluindo Robert Kennedy - apesar da relação entre Robert e Johnson não serem muito boas. Johnson também assegurou a passagem do Lei de Direitos Civis de 1964, permitindo a Johnson uma fácil vitória nas eleições presidenciais americanas de 1964.